# کیلبورگوایلر
کیلبورگوایلر (به آلمانی: Kyllburgweiler) یک شهر در آلمان است که در بیتبورگ-پروم واقع شده‌است.